# Gerd Steinwascher
Gerd Steinwascher (* 1. August 1953 in Engelskirchen) ist ein deutscher Historiker und Archivar.

## Leben
Gerd Steinwascher studierte von 1972 bis 1977 Geschichte und Politikwissenschaft an der Philipps-Universität Marburg. 1977 legte er das Staatsexamen ab. Von 1977 bis 1981 war er in Marburg wissenschaftlicher Mitarbeiter im DFG-Projekt Entstehung der europäischen Nationen im Mittelalter. Er wurde 1981 in Marburg mit einer von Reinhard Schneider betreuten Arbeit über die Zisterzienserstadthöfe in Köln promoviert. Von 1981 bis 1983 war er Archivreferendar des Landes Niedersachsen. Von 1983 bis 1989 war er Archivassessor/Archivrat am Niedersächsischen Staatsarchiv Bückeburg, danach von 1989 bis 2002 Archivoberrat/Archivdirektor am Staatsarchiv Osnabrück. Von 2002 bis Oktober 2018 war er leitender Archivdirektor am Niedersächsischen Landesarchiv-Standort Oldenburg. Im Jahr 2005 erhielt er den Kulturförderpreis des Landschaftsverbandes Osnabrücker Land 2007 wurde er zum Honorarprofessor an der Carl von Ossietzky Universität Oldenburg ernannt.
Steinwascher ist unter anderem Mitglied in der Historischen Kommission für Niedersachsen und Bremen (seit 1986, seit 2016 stellvertretender Vorsitzender), im Historischen Verein für Niedersachsen, im Verein deutscher Archivare, im Verein für Geschichte und Landeskunde von Osnabrück und der Historischen Kommission für Westfalen (ordentliches Mitglied von 1994 bis 2006, korrespondierendes Mitglied seit 2006). Von 1992 bis 2002 war er Vorsitzender des Vereins für Geschichte und Landeskunde von Osnabrück und gab in dieser Funktion von 1992 bis 2001 die Osnabrücker Mitteilungen heraus. Von 2007 bis 2018 war er verantwortlicher Schriftleiter für den Teil Geschichte des Oldenburger Jahrbuchs. Zusammen mit Dietmar von Reeken ist er seit 2013 Leiter der Arbeitsgemeinschaft Landes- und Regionalgeschichte der Oldenburgischen Landschaft.
Er ist verheiratet und hat einen Sohn.

## Forschungsschwerpunkte
Seine Forschungsschwerpunkte sind die Geschichte Niedersachsens, besonders von Oldenburg, Osnabrück und Schaumburg. In seiner Dissertation untersuchte er die Zisterzienserstadthöfe in Köln. Es werden Altenberg, Eberbach, Kamp, Wörschweiler, Himmerod, Heisterbach, Marienstatt, Bottenbroich, Benden, Burbach, Dalheim, Gevelsberg, Roermond, St. Thomas, Hoven und Walberberg behandelt. Mit seiner Untersuchung wurden erstmals Fragen nach Art und Umfang des Besitzes und seiner Einbindung in das Wirtschaftsgefüge einer Stadt nachgegangen. Die Untersuchung von Geschichte, Topographie, rechtlichen Status und Verwaltung der einzelnen Niederlassungen führte zum Ergebnis, dass nicht von einem „Typus“ des Zisterzienserstadthofes gesprochen werden könne. Ein konstitutives Element für die Behauptung der Immunität gegenüber kommunalen Ansprüchen war die Existenz von Hofkapellen.
Er veröffentlichte 1988 die Studie Judenverfolgung in Schaumburg 1933–1945. Steinwascher gab 2006 eine Geschichte der Stadt Osnabrück heraus. Der herausgegebene Band gliedert sich in 11 Kapitel. Zehn Autoren beschreiben darin die Geschichte von den ersten Siedlungsspuren bis in die Gegenwart. Steinwascher verfasste dazu den Beitrag Osnabrück in der Zeit der Weimarer Republik und des Nationalsozialismus. Die letzte umfassende Darstellung zu Osnabrück stammte von Ludwig Hoffmeyer. Die Arbeit Hoffmeyers erschien 1995 in sechster Auflage, geht jedoch auf das Jahr 1918 zurück. Im Jahr 2011 legte Steinwascher eine maßgebliche Überblicksdarstellung über die Oldenburger vor. Zum 75. Gründungsjubiläum der Bundesländer Niedersachsen und Bremen gab Steinwascher mit Henning Steinführer auf Veranlassung der Historische Kommission für Niedersachsen und Bremen einen Band mit insgesamt 75 Erinnerungsorten mit Bezug auf die beiden Länder heraus.

## Schriften (Auswahl)
Ein Schriftenverzeichnis erschien in: Dagmar Freist unter Mitwirkung von Johannes Birk und Wolfgang Henninger (Hrsg.): ArchivGeschichten. Festschrift für Gerd Steinwascher. Kröner, Stuttgart 2018, ISBN 978-3-520-91101-8, S. 273–288.
Monografien
- Die Oldenburger. Die Geschichte einer europäischen Dynastie (= Kohlhammer-Urban-Taschenbücher. Bd. 703). Kohlhammer, Stuttgart 2011, ISBN 978-3-17-021061-5 (2., unveränderte Auflage. ebenda 2012, ISBN 978-3-17-022444-5).
- Osnabrück und der Westfälische Frieden. Die Geschichte der Verhandlungsstadt 1641–1650 (= Osnabrücker Geschichtsquellen und Forschungen. Bd. 42). Verein für Geschichte und Landeskunde von Osnabrück, Osnabrück 2000, ISBN 3-9806564-1-1.
- Krieg, Frieden, Toleranz. Quellen zum Dreißigjährigen Krieg und Westfälischen Frieden aus dem Fürstbistum Osnabrück (= Schriften zur Kulturgeschichte des Osnabrücker Landes. Bd. 7). Landkreis Osnabrück, Osnabrück 1996, ISBN 3-88368-286-1.
- Gestapo Osnabrück meldet... Polizei- und Regierungsberichte aus dem Regierungsbezirk Osnabrück aus den Jahren 1933 bis 1936 (= Osnabrücker Geschichtsquellen und Forschungen. Bd. 36). Verein für Geschichte und Landeskunde von Osnabrück, Osnabrück 1995, ISBN 3-9803412-3-2.
- mit Matthias Seeliger: Bückeburg (= Fotografierte Zeitgeschichte.). Droste, Düsseldorf 1986, ISBN 3-7700-0714-X.
- Rinteln (= Fotografierte Zeitgeschichte.). Droste, Düsseldorf 1988, ISBN 3-7700-0768-9.
- Judenverfolgung in Schaumburg 1933–1945. Publi Consult Verlag, Bückeburg 1988, ISBN 3-927435-00-7.
- Die Zisterzienserstadthöfe in Köln (= Jahresgabe des Altenberger Dom-Vereins. 1981, ZDB-ID 219025-4). Altenberger Dom-Verein, Bergisch Gladbach 1981 (Zugleich: Marburg, Universität, Dissertation, 1981).

Herausgeberschaften
- mit Henning Steinführer: Geschichte und Erinnerung in Niedersachsen und Bremen. 75 Erinnerungsorte (= Veröffentlichungen der Historischen Kommission für Niedersachsen und Bremen. Bd. 314). Wallstein, Göttingen 2021, ISBN 978-3-8353-3872-2.
- mit Christine van den Heuvel, Henning Steinführer: Perspektiven der Landesgeschichte. Festschrift für Thomas Vogtherr (= Veröffentlichungen der Historischen Kommission für Niedersachsen und Bremen. Bd. 312). Wallstein, Göttingen 2020, ISBN 978-3-8353-3747-3.
- mit Sabine Graf, Regina Rößner: Archiv und Landesgeschichte. Festschrift für Christine van den Heuvel. Wallstein, Göttingen 2018, ISBN 978-3-8353-3374-1.
- Russlands Blick nach Nordwestdeutschland. Politisch-dynastische Beziehungen vom 16. bis frühen 20. Jahrhundert im Spiegel von Dokumenten aus dem Niedersächsischen Landesarchiv (= Veröffentlichungen des Niedersächsischen Landesarchivs. Bd. 2). Wallstein, Göttingen 2018, ISBN 3-8353-3354-2.
- mit Christine van den Heuvel, Brage Bei der Wieden: Geschichte Niedersachsens in 111 Dokumenten. Wallstein, Göttingen 2016, ISBN 3-8353-1960-4.
- Adelige Herrschaft und Herrschaftssitze in Nordwestdeutschland im Mittelalter. Bürger Verlag GmbH & Co. KG, Edewecht 2016, ISBN 3-9817964-0-3.
- Geschichte Niedersachsens. Band 5: Von der Weimarer Republik bis zur Wiedervereinigung (= Veröffentlichungen der Historischen Kommission für Niedersachsen und Bremen. Bd. 36, 5). Hahn, Hannover 2010, ISBN 978-3-7752-5910-1.
- Geschichte der Stadt Osnabrück. Meinders und Elstermann, Belm bei Osnabrück 2006, ISBN 3-88926-007-1 (Rezension).
- Geschichte der Stadt Aschendorf. Stadt Papenburg, Papenburg 1992, ISBN 3-925742-03-4.
- mit Karl Georg Kaster: 450 Jahre Reformation in Osnabrück. V.D.M.I.Æ. Gottes Wort bleibt in Ewigkeit (= Osnabrücker Kulturdenkmäler. Beiträge zur Kunst- und Kulturgeschichte der Stadt Osnabrück. Bd. 6). Rasch, Bramsche 1993, ISBN 3-922469-78-7.